# Katharina Bullin
Katharina Bullin (* 2. März 1959 in Stalinstadt) ist eine ehemalige Volleyballspielerin der DDR. Sie ist Opfer des staatlich verordneten Dopings im DDR-Leistungssport.
Bullin ist ehemalige DDR-Nationalspielerin. Sie gewann 1980 bei den Olympischen Spielen in Moskau die Silbermedaille und wurde mit ihren Mannschaftskameradinnen mit dem Vaterländischen Verdienstorden in Bronze ausgezeichnet. Sie spielte für den SC Dynamo Berlin und wurde zwischen 1975 und 1979 dreimal DDR-Meister. Außerdem gewann sie 1978 den Europapokal der Pokalsieger.

## Dopingopfer
Die ehemalige Vorzeige- und Elitesportlerin der DDR ist eines der Opfer des Dopingprogramms im DDR-Leistungssport. Ohne ihr Wissen wurden der damals Jugendlichen in verschiedenen Versuchsreihen „leistungssteigernde Mittel“ zugeführt. Dies geschah in Form einer speziellen Ernährung sowie mittels Tabletten und Spritzen ohne weitere Erklärungen von den sie betreuenden Sportärzten.
Damals wurden notwendige Operationen an der rechten Schulter und im linken Fuß nicht durchgeführt, um die Teilnahme der Spitzensportlerin an den Olympischen Spielen in Moskau nicht zu gefährden und eine Medaille beim Volleyballturnier zu gewinnen. Mit 13 Jahren wurde sie in das Sportsystem der DDR aufgenommen. Zwei Jahre später war sie bereits Mitglied der Junioren und der Frauen-Mannschaft der DDR. Nach der Olympiade 1980 wurde sie von den DDR-Sportfunktionären im Jahr 1981 fallen gelassen, da sie nicht länger fit genug für den Leistungssport war. Ohne ein Abtraining oder sportmedizinische Betreuung wurde sie aus dem Kader entlassen und fiel daraufhin in eine emotionale Krise. Nach Alkoholismus und Tablettensucht fing sie sich aus eigener Kraft wieder und baute sich ihr Leben auf.
Heute leidet sie unter den Folgen der damaligen Behandlungen durch das Doping, z. B. Kreuzbandrisse und Meniskusschäden in den Knien durch übermäßiges Krafttraining. Trotz der mittlerweile durchgeführten zwölf Operationen hat sie chronische Schmerzen, ihr Körper ist vermännlicht und sie muss permanent weiter trainieren, um eine Mindest-Beweglichkeit aufrechtzuerhalten. Bullin sucht in den mittlerweile geöffneten Akten der DDR nach Beweisen für die damaligen Vorgänge. Sie kämpft um Entschädigung und eine Rente für die ihr zugefügte Invalidität.